# Verzorgingsplaats Het Veen
Verzorgingsplaats Het Veen is een Nederlandse verzorgingsplaats, gelegen aan de westzijde van de A50 Emmeloord-Eindhoven tussen afritten 29 en 28 in de gemeente Heerde.
Aan de andere kant van de snelweg ligt verzorgingsplaats Kolthoorn.
Richting Emmeloord: De Gagel · De Slenk · De Somp · Kolthoorn · Zalkerbroek
Richting Eindhoven: Zalkerbroek · Het Veen · De Brink · De Schaars · Weerbroek · Ganzenven · Sonse Heide